# ハゼ馳せる果てるまで
「ハゼ馳せる果てるまで」（ハゼはせるはてるまで）は、日本の音楽ユニットずっと真夜中でいいのに。の楽曲である。2019年10月18日にEMI Recordsより、各種音楽配信サービスにてリリースされた。2019年10月30日発売の1枚目のアルバム潜潜話に収録されている。
また、ミュージックビデオは第24回文化庁メディア芸術祭のアニメーション部門、ソーシャル・インパクト賞を受賞した。

## 収録内容
| #         | タイトル                 | 作詞      | 作曲      | 編曲      | 時間 |
| --------- | ------------------------ | --------- | --------- | --------- | ---- |
| 1.        | 「ハゼ馳せる果てるまで」 | ACAね     | ACAね     | ぬゆり    | 4:04 |
| 合計時間: | 合計時間:                | 合計時間: | 合計時間: | 合計時間: | 4:04 |

## 収録アルバム
- 『潜潜話』(#4)